# Тэнсянь
Тэнся́нь (кит. упр. 藤县, пиньинь Téng xiàn) — уезд городского округа Учжоу Гуанси-Чжуанского автономного района (КНР).

## История
В эпоху Южных и Северных династий эти места входили в состав Юнпинского округа (永平郡). После объединения китайских земель в империю Суй он был в 592 году преобразован в Тэнчжоускую область (藤州). В 607 году область опять стала Юнпинским округом, но после смены империи Суй на империю Тан Юнпинский округ в 621 году вновь стал Тэнчжоуской областью. Во времена империи Мин область была в 1377 году понижена в статусе до уезда — так появился уезд Тэнсянь.
После вхождения этих мест в состав КНР в конце 1949 года был образован Специальный район Учжоу (梧州专区) провинции Гуанси, и уезд вошёл в его состав. В 1951 году Специальный район Учжоу был расформирован, и уезд перешёл в состав Специального района Жунсянь (容县专区).
В 1958 году провинция Гуанси была преобразована в Гуанси-Чжуанский автономный район. Был вновь создан Специальный район Учжоу, и уезд опять вошёл в его состав. В 1971 году Специальный район Учжоу был переименован в Округ Учжоу (梧州地区).
Постановлением Госсовета КНР от 27 февраля 1997 года округ Учжоу был расформирован, и уезд перешёл в состав городского округа Учжоу.
21 марта 2022 года в уезде произошла катастрофа Boeing 737 авиакомпании China Eastern Airlines, направлявшегося из Куньмина в Гуанчжоу.

## Административное деление
Уезд делится на 15 посёлков и 1 волость.

## Культура
В уезде сохраняется традиция исполнения танца льва.